# Кам'янецький Переїзд
Кам'янецький Переїзд — пасажирський зупинний пункт Жмеринської дирекції Південно-Західної залізниці на дільниці Жмеринка — Гречани між станцією Хмельницький (відстань — 3 км) і зупинним пунктом Речовий Ринок (1 км). Відстань до станції Жмеринка — 102 км, до станції Гречани — 4 км.
Розташований у місті Хмельницькому.

## Закриття зупинки у 2012–2013 роках
10 грудня 2012 року наказом «Укрзалізниці» на пункті «Кам'янецький переїзд» зупинку приміських поїздів було ліквідовано. Офіційно причиною закриття називали капітальний ремонт аварійної платформи.
Мешканці міста, продавці ринку «Ранковий», розташованого біля Кам'янецького переїзду, міський голова Мельник Сергій неодноразово зверталися до різних інстанцій (зокрема, до тодішнього Генерального директора «Укрзалізниці» Володимира Козака) з проханням відновити зупинку, однак безрезультатно.
5 березня 2013 року близько 10 осіб влаштували страйк на станції з вимогою відновити зупинку.
Станом на квітень 2013 року ремонтні роботи так і не почалися.
З 8 квітня 2013 року розпочала свою роботу комісія, створена керівництвом «Укрзалізниці», з метою відкриття та вивчення можливостей подальшої експлуатації зупинного пункту. З цією метою до Хмельницького прибув керівник Жмеринської дирекції залізничних перевезень Анатолій Любінін. Також 8 квітня активісти ВО «Свобода» та підприємці міста влаштували акцію з вимогою відновити роботу зупинки.

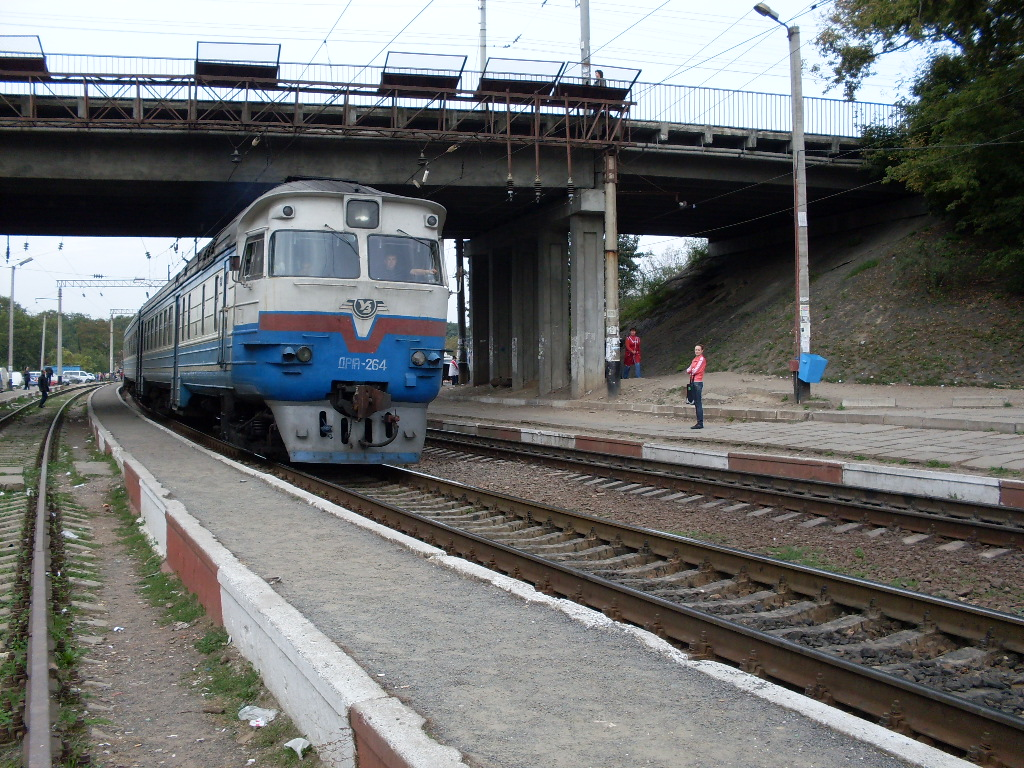
ДР1А-264 сполученням Ларга — Хмельницький на з.п. Кам'янецький Переїзд

Анатолій Любінін заявив, що зупинку потягів на пункті «Кам'янецький переїзд» буде відновлено у червні 2013 року. На ремонт переїзду планувалось витратити мільйон гривень.
Станом на початок липня 2013 року зупинку не відкрили; ремонтні роботи проводились, однак нерегулярно. Попередня дата відкриття зупинки, оголошена начальником управління інфраструктури та туризму Хмельницької обласної державної адміністрації Володимиром Вербановським — 1 вересня 2013 року. Крім того, те, які саме потяги зупинятимуться на зупинному пункті після його відкриття, досі не було вирішено.
Ще одна дата відкриття зупинки — середина серпня 2013 року — була озвучена начальником відділу транспорту, зв'язку та дорожнього господарства управління інфраструктури та туризму Хмельницької обласної державної адміністрації Петром Тарасюком 19 липня 2013 року. Замість запланованого мільйона гривень на ремонт було витрачено 500 тисяч гривень, за ці кошти реконструювали платформу, переклали плитку, зробили ремонт колій, відремонтували павільйон очікування. З одного боку замінили сходи — старі було демонтовано, на їх місці встановлено металеві марші.
Наприкінці липня 2013 року зупинку потягів на Кам'янецькому переїзді було відновлено, однак не для всіх приміських поїздів.
Станом на січень 2015 тут зупиняються всі приміські поїзди, а на з.п. Речовий Ринок — майже всі.